# Skeleton nos Jogos Olímpicos de Inverno de 2018 - Feminino
O evento feminino do skeleton nos Jogos Olímpicos de Inverno de 2018 foi disputado no Centro de Deslizamento Olímpico, em Daegwallyeong-myeon, PyeongChang, nos dias 16 e 17 de fevereiro.

## Medalhistas
| Ouro   | GBR Lizzy Yarnold      |
| Prata  | GER Jacqueline Lölling |
| Bronze | GBR Laura Deas         |

## Resultados
| Pos  | Bib | Atleta                    | 1ª descida | Pos | 2ª descida | Pos | 3ª descida | Pos | 4ª descida | Pos | Total   | Diferença |
| ---- | --- | ------------------------- | ---------- | --- | ---------- | --- | ---------- | --- | ---------- | --- | ------- | --------- |
| 01 ! | 14  | GBR Lizzy Yarnold         | 51.66      | 1   | 52.30      | 9   | 51.86      | 2   | 51.46      | 1   | 3:27.28 | –         |
| 02 ! | 7   | GER Jacqueline Lölling    | 51.74      | 2   | 52.12      | 4   | 52.04      | 7   | 51.83      | 3   | 3:27.73 | +0.45     |
| 03 ! | 10  | GBR Laura Deas            | 52.00      | 6   | 52.03      | 2   | 51.96      | 5   | 51.91      | 5   | 3:27.90 | +0.62     |
| 4    | 9   | AUT Janine Flock          | 51.81      | 3   | 52.07      | 3   | 51.92      | 4   | 52.12      | 10  | 3:27.92 | +0.64     |
| 5    | 6   | GER Tina Hermann          | 51.98      | 4   | 52.31      | 10  | 51.83      | 1   | 51.86      | 4   | 3:27.98 | +0.70     |
| 6    | 8   | GER Anna Fernstädt        | 51.99      | 5   | 52.17      | 5   | 51.88      | 3   | 52.00      | 6   | 3:28.04 | +0.76     |
| 7    | 13  | LAT Lelde Priedulēna      | 52.14      | 7   | 52.17      | 5   | 52.09      | 9   | 52.09      | 8   | 3:28.49 | +1.21     |
| 8    | 17  | NED Kimberley Bos         | 52.33      | 8   | 52.26      | 7   | 51.99      | 6   | 52.01      | 7   | 3:28.59 | +1.31     |
| 9    | 4   | CAN Elisabeth Vathje      | 52.45      | 12  | 52.01      | 1   | 52.37      | 14  | 51.82      | 2   | 3:28.65 | +1.37     |
| 10   | 5   | CAN Jane Channell         | 52.42      | 11  | 52.28      | 8   | 52.28      | 10  | 52.09      | 8   | 3:29.07 | +1.79     |
| 11   | 16  | SUI Marina Gilardoni      | 52.34      | 10  | 52.35      | 12  | 52.28      | 10  | 52.46      | 13  | 3:29.43 | +2.15     |
| 12   | 11  | CAN Mirela Rahneva        | 52.48      | 14  | 52.33      | 11  | 52.06      | 8   | 52.65      | 15  | 3:29.52 | +2.24     |
| 13   | 12  | USA Katie Uhlaender       | 52.33      | 8   | 52.40      | 13  | 52.33      | 12  | 52.55      | 14  | 3:29.61 | +2.33     |
| 14   | 15  | BEL Kim Meylemans         | 52.56      | 16  | 52.54      | 14  | 52.34      | 13  | 52.26      | 11  | 3:29.70 | +2.42     |
| 15   | 2   | KOR Jeong Sophia          | 52.47      | 13  | 52.67      | 15  | 52.47      | 15  | 52.28      | 12  | 3:29.89 | +2.61     |
| 16   | 19  | AUS Jaclyn Narracott      | 52.53      | 15  | 52.76      | 16  | 52.62      | 17  | 52.82      | 17  | 3:30.73 | +3.45     |
| 17   | 18  | USA Kendall Wesenberg     | 52.77      | 17  | 52.96      | 17  | 52.54      | 16  | 52.65      | 15  | 3:30.92 | +3.64     |
| 18   | 1   | ROU Maria Marinela Mazilu | 53.31      | 18  | 53.47      | 19  | 53.48      | 18  | 53.66      | 19  | 3:33.92 | +6.64     |
| 19   | 3   | JPN Takako Oguchi         | 53.82      | 19  | 53.41      | 18  | 53.62      | 19  | 53.11      | 18  | 3:33.96 | +6.68     |
| 20   | 20  | NGR Simidele Adeagbo      | 54.19      | 20  | 54.58      | 20  | 53.73      | 20  | 54.28      | 20  | 3:36.78 | +9.50     |

Legenda
| Recorde mundial      | Recorde mundial (World record)               |                       | Recorde africano                      | Recorde africano (African) |                                           | Q | Classificado por posição (Qualified) |
| Recorde olímpico     | Recorde olímpico (Olympic record)            | Recorde da América    | Recorde da América (Americas)         | q                          | Classificado por melhor tempo (Qualified) |   |                                      |
| Recorde de pista     | Recorde da pista (Track record)              | Recorde asiático      | Recorde asiático (Asian)              | DNS                        | Não largou (Did not start)                |   |                                      |
| Recorde nacional     | Recorde nacional (National record)           | Recorde europeu       | Recorde europeu (European)            | DNF                        | Não terminou (Did not finish)             |   |                                      |
| Recorde pessoal      | Recorde pessoal do atleta (Personal best)    | Recorde da Oceania    | Recorde da Oceania (Oceania)          | DSQ / DQ                   | Desclassificado (Disqualified)            |   |                                      |
| Recorde da temporada | Recorde da temporada do atleta (Season best) | Recorde sul-americano | Recorde sul-americano (South America) | NM                         | Sem marca (No mark)                       |   |                                      |